# Diplazium nitidum
Diplazium nitidum là một loài dương xỉ trong họ Athyriaceae. Loài này được Cav. mô tả khoa học đầu tiên năm 1904.
Danh pháp khoa học của loài này chưa được làm sáng tỏ. 